# Mesosemia wanda
Mesosemia wanda är en fjärilsart som beskrevs av Hans Ferdinand Emil Julius Stichel 1926. Mesosemia wanda ingår i släktet Mesosemia och familjen Riodinidae. Inga underarter finns listade i Catalogue of Life.